# Piran
Piran (tal. Pirano) je grad i središte istoimene općine u jugozapadnoj Sloveniji na Jadranskoj obali Piranskog zaljeva. Mjesto je pravi muzej na otvorenom sa srednjovjekovnom arhitekturom i bogatim kulturnim nasljeđem. Piran je administrativni centar istoimene općine i jedan od glavnih slovenskih turističkih atrakcija.

## Stanovništvo
Općina ima 16.758 (2002.) stanovnika na području od 46.6 kvadratnih kilometara. Samo mjesto ima 4576 (2002.) stanovnika na samo jednom kvadratnom kilometru. Općina je dvojezična te su slovenski i talijanski jezik službeni.

## Smještaj
Piran se nalazi na samom rtu Piranskog poluotoka koji omeđuje Piranski zaljev. Općina na jugu graniči s Hrvatskom, s općinama Izola i Kopar na istoku, dok se s morske strane nalazi Italija i Tršćanski zaljev. Najviša točka općine je Baretovec pri Padni (289 m).

## Povijest
Naselje se počelo razvijati u kasnom srednjem vijeku, u prvom desetljeću 7. stoljeća kad se Piran prvi put spominje u izvorima (Piranon ). U drugoj polovici 8. stoljeća zajedno s Istrom je došao pod bizantsku, te franačku vlast. Godine 840. je bila Istra priključena kraljevstvu Italije, a godine 952. kao dio Furlanske marke je uključena u Njemačko carstvo. Poslije 1209. Piranom je vladao i akvilejski patrijarh. Već od sedamdesetih godina 9. stoljeća su istarski gradovi počeli biti pod utjecajem Venecije, ali su se unatoč tome, pa tako i Piran, samostalno razvijali i oblikovali vlastitu upravu i zakone. Piran je dobio godine 1274. statut, a godine 1283. je prihvatio vlast Venecije koja je trajala sve do propasti Mletačke Republike 1797. Potom je do 1918. (izuzev kratke francuske vlasti) bio pod Austrijom. Za vrijeme francuske vlasti se u njegovoj blizini odigrala pomorska bitka između engleskih i francuskih ratnih brodova Bitka kod Pirana. Između dva svjetska rata Piran je bio dio Italije, a od 1947. do 1954. dio zone B. Kad je ona ukinuta Piran je pripao Jugoslaviji, kao dio SR Slovenije. Danas je dio Republike Slovenije koja je od 1991. samostalna država.

## Poznate osobe
- blaženi Franjo Bonifacio

## Slike
- Krilati lav svetog Marka
- Tartinijev trg s katedralom sv. Jurja
- Tartinijev trg noću
- Pogled na grad
- Gradska luka
- Piran
- piranska luka

## Vanjske poveznice
- Općina Piran
- Piran na Geopediji  Arhivirana inačica izvorne stranice od 29. srpnja 2017. (Wayback Machine)